# توم سميث (لاعب كرة قدم مواليد 1991)
توم سميث (بالإنجليزية: Tom Smyth)‏ هو لاعب كرة قدم بريطاني في مركز الدفاع، ولد في 18 مارس 1991 في ساوثبورت ‏ في المملكة المتحدة. لعب مع بريستون نورث إيند ونادي أكرينغتون ستانلي ونادي ووركينغتون.

## وصلات خارجية
- توم سميث (لاعب كرة قدم مواليد 1991) على موقع قاعدة بيانات كرة القدم.إي يو (الإنجليزية)
- توم سميث (لاعب كرة قدم مواليد 1991) على موقع Soccerbase.com (لاعب) (الإنجليزية)